# Supai
Supai (havasupai Havasuuw) és una concentració de població designada pel cens dels Estats Units a l'estat d'Arizona. Segons el cens del 1990 tenia 423 habitants (al cens del 2000 li assigna de forma errònia 0 habitants). És la seu del consell tribal dels havasupais.

## Demografia
Segons el cens del 1990, Supai tenia 423 habitants, 104 habitatges, i 88 famílies La densitat de població era de 94 habitants/km².
Per cada 100 dones de 18 o més anys hi havia 114,4 homes.
Cap de les famílies estaven per davall del llindar de pobresa.

## Poblacions més properes
El següent diagrama mostra les poblacions més properes.